# Klassischer Wiener-Raum
Der klassische Wiener-Raum bezeichnet in der Stochastik den Raum, auf dem Norbert Wiener sein Wiener-Maß im Jahre 1923 konstruiert hat. Wiener selbst nannte diesen Raum Differentialraum (englisch Differential-Space). Er konstruierte das Wiener-Maß als ein Gaußsches Maß auf einer unendlichdimensionalen Sphäre im Funktionenraum der stetigen Funktionen auf dem Interval {\displaystyle [0,1]}.
Den Wiener-Raum nennt man klassisch zur Unterscheidung zwischen dem von Wiener betrachteten Raum und der von Leonard Gross verallgemeinerten Konstruktion des abstrakten Wiener-Raumes.

## Der klassische Wiener-Raum

### Die Wiener-Sphäre
Wiener betrachtete Differentiale {\displaystyle {\dot {B}}_{t}=dB_{t}/dt} eines Pfades der brownschen Bewegung. Dass die brownsche Bewegung eigentlich nirgends-differenzierbar ist (außer im distributionalen Sinne), bewies er erst rund 10 Jahre später. Informell berechnete er die {\displaystyle L^{2}[0,1]}-Norm von {\displaystyle {\dot {B}}_{t}} unter Verwendung der Eigenschaft {\displaystyle dB_{t}^{2}=dt}
{\displaystyle \|{\dot {B}}_{t}\|^{2}=\int _{0}^{1}{\dot {B}}_{t}^{2}\mathrm {d} t=\int _{0}^{1}(1/\mathrm {d} t)\mathrm {d} t=(1/\mathrm {d} t)=\infty }
und somit {\displaystyle \|{\dot {B}}_{t}\|={\sqrt {\infty }}=\infty }. 
Inspiriert durch Diskussionen mit Paul Lévy sah Wiener {\displaystyle {\dot {B}}_{t}} auf der unendlichdimensionalen Sphäre {\displaystyle S^{\infty }({\sqrt {\infty }})} mit Radius {\displaystyle \infty } und interpretierte die Normalverteilung als die Gleichverteilung auf der Sphäre. Diese Vorstellung geht zurück auf Henri Poincaré.
Poincaré bemerkte, dass wenn ein Zufallsvektor {\displaystyle x=(x_{1},\dots ,x_{n})^{T}} der Gleichverteilung auf {\displaystyle S^{n-1}({\sqrt {n}})} oder äquivalent unter Skalierung auf {\displaystyle S^{n-1}(1)} folgt, dann gilt für den Grenzwert {\displaystyle m} fixierter Punkte in der unendlichdimensionalen Sphäre
{\displaystyle \lim \limits _{n\to \infty }\mathbb {P} \left(\bigcap \limits _{i=1}^{m}x_{i}\in [a_{i},b_{i}]\right)=\int _{a_{1}}^{b_{1}}{\frac {e^{-{\tfrac {x^{2}}{2}}}}{\sqrt {2\pi }}}\mathrm {d} x\cdots \int _{a_{m}}^{b_{m}}{\frac {e^{-{\tfrac {x^{2}}{2}}}}{\sqrt {2\pi }}}\mathrm {d} x.}
Sei nun {\displaystyle \omega :[0,\infty )\to \mathbb {R} } ein Beispielpfad der eindimensionalen Standard-Brownschen-Bewegung und {\displaystyle e_{1},e_{2},\dots } eine Orthonormalbasis von {\displaystyle L^{2}[0,\infty )}, dann induziert die Abbildung
{\displaystyle \omega (t)\to (\omega _{1},\omega _{2},\dots )}
definiert durch
{\displaystyle \omega _{n}=\int _{0}^{\infty }e_{n}(t)\mathrm {d} \omega (t)}
einen Isomorphismus zwischen der brownschen Bewegung und dem Raum {\displaystyle \mathbb {R} ^{\infty }} mit der Grenzwert-Verteilung von Poincaré
{\displaystyle \lim \limits _{n\to \infty }\mathbb {P} \left(\bigcap \limits _{i=1}^{m}\omega (t)\in [a_{i},b_{i}]\right)=\int _{a_{1}}^{b_{1}}{\frac {e^{-{\tfrac {x^{2}}{2}}}}{\sqrt {2\pi }}}\mathrm {d} x\cdots \int _{a_{m}}^{b_{m}}{\frac {e^{-{\tfrac {x^{2}}{2}}}}{\sqrt {2\pi }}}\mathrm {d} x.}

### Herleitung des Wiener-Raumes
Sei {\displaystyle (\Omega ,{\mathcal {F}},\mathbb {P} )} ein Wahrscheinlichkeitsraum. 
Es gibt unterschiedliche Wege einen stochastischen Prozess zu sehen. Die klassische Interpretation ist, dass ein stochastischer Prozess eine Familie von Zufallsvariablen mit der Index-Menge {\displaystyle T} ist, induziert durch {\displaystyle \{X_{t}\colon \Omega \to Z,\;t\in T\}.} Ein stochastischer Prozess ist aber auch eine Familie von Zufallsfunktionen (englisch random functions) für jedes {\displaystyle \omega \in \Omega } induziert durch
{\displaystyle \omega \mapsto \{t\mapsto X_{t}(\omega )\}.}
Die Zufallsfunktionen sind Punkte im Funktionenraum {\displaystyle {\mathcal {F}}(T,E)} aller Funktionen von {\displaystyle T} nach {\displaystyle E}. Es ist bekannt, dass man den Raum {\displaystyle {\mathcal {F}}(T,E)} mit dem Produktraum {\displaystyle E^{T}} identifizieren kann und wir betrachten somit eine Abbildung {\displaystyle \Omega \to E^{T}.}
Möchten wir nun einen {\displaystyle d}-dimensionalen reellen Prozess definieren und wählen {\displaystyle E^{T}:=(\mathbb {R} ^{d})^{[0,\infty )}}, so werden wir in Probleme der Messbarkeit laufen. Deshalb definieren wir die Koordinaten-Abbildungen {\displaystyle Y_{t}:E^{T}\to E} durch
{\displaystyle y\mapsto y_{t}(\omega )=\omega (t)}
welche einen stochastischen Prozess {\displaystyle (Y_{t})} bilden und definieren deren kleinste σ-Algebra {\displaystyle {\mathcal {E}}^{T}=\sigma (Y_{t}:t\geq 0)}. Die Zufallsvariable {\displaystyle Y_{t}} nennt man auch kanonische Version von {\displaystyle X_{t}} oder Koordinaten-Funktional (). Weiter existiert eine Abbildung {\displaystyle \varphi } definiert durch
{\displaystyle Y_{t}(\varphi (\omega ))=\varphi (\omega )(t)=X_{t}(\omega ).}
Ein stochastischer Prozess ist somit genau dann ein stochastischer Prozess, wenn er {\displaystyle {\mathcal {E}}^{T}}-messbar ist.
Für ein Wahrscheinlichkeitsmaß {\displaystyle P} auf {\displaystyle E^{T}} können  wir nun eine Familie von endlichdimensionalen Verteilungen für {\displaystyle t=(t_{1},\dots ,t_{n})\in T} durch 
{\displaystyle Q_{t}(A)=P[\omega \in E^{T}:(\omega (t_{1}),\dots ,\omega (t_{n}))\in A],\quad A\in {\mathcal {B}}(E^{n})}
definieren, wobei die Menge 
{\displaystyle \{\omega \in E^{T}:(\omega (t_{1}),\dots ,\omega (t_{n}))\in A\}}
Zylindermenge genannt wird und {\displaystyle {\mathcal {B}}(E^{n})} die borelsche σ-Algebra bezeichnet und die Menge aller Zylindermengen in {\displaystyle E^{T}} die zylindrische σ-Algebra {\displaystyle {\mathcal {E}}^{T}} bilden. Umgekehrt gilt nach dem Erweiterungssatz von Daniell-Kolmogorov, dass für jede konsistente Familie {\displaystyle \{Q_{t}\}} ein Wahrscheinlichkeitsmaß {\displaystyle P} existiert, so dass
{\displaystyle Q_{t}(A)=P[\omega \in E^{T}:(\omega (t_{1}),\dots ,\omega (t_{n}))\in A]}
gilt. Dies führt zur Konstruktion des Wiener-Maßes der brownschen Bewegung.

#### Satz von Wiener
Es existiert ein eindeutiges Wahrscheinlichkeitsmaß {\displaystyle \mu _{W}} auf dem Raum der {\displaystyle d}-dimensionalen reellen Funktionen, die stetig auf {\displaystyle \mathbb {R} _{+}} sind und Null auf Null abbilden,
{\displaystyle C_{0}(\mathbb {R} _{+}):=C_{0}(\mathbb {R} _{+},\mathbb {R} ):=\{\omega :\omega {\text{ ist stetig auf }}\mathbb {R} _{+},\omega (0)=0\},}
so dass der Koordinaten-Prozess die brownsche Bewegung ist. Dieses Maß nennt man Wiener-Maß. 
{\displaystyle C_{0}(\mathbb {R} _{+})} heißt klassischer Wiener-Raum. In der Literatur wird auch das Tripel selbst {\displaystyle (C_{0}(\mathbb {R} _{+}),{\mathcal {B}}(C_{0}),\mu _{W})} als klassischer Wiener-Raum bezeichnet, wobei {\displaystyle {\mathcal {B}}(C_{0})} die kleinste σ-Algebra der Koordinaten-Abbildungen ist und mit der borelschen σ-Algebra übereinstimmt.

#### Erläuterungen zur σ-Algebra
Sei {\displaystyle Y_{t}:C_{0}(\mathbb {R} _{+},\mathbb {R} )\to \mathbb {R} }. Dann gilt {\displaystyle {\mathcal {B}}(C_{0})=C_{0}(\mathbb {R} _{+},\mathbb {R} )\cap {\mathcal {B}}^{[0,\infty )}(\mathbb {R} )=\sigma \left(Y_{t}:t\in [0,\infty )\right)},
wobei hier mit {\displaystyle {\mathcal {B}}} die Borelsche σ-Algebra notiert ist.

### Eigenschaften
- Der klassische Wiener-Raum {\displaystyle C_{0}(T)} für {\displaystyle T=[0,1]} mit der Supremumsnorm

{\displaystyle \|\omega \|_{\infty }=\sup _{t\in T}|\omega (t)|}
ist ein separabler Banach-Raum, da {\displaystyle T} kompakt und die Funktionen stetig sind. Für {\displaystyle T=\mathbb {R} _{+}} benötigt man zusätzlich die Bedingung {\displaystyle \lim \limits _{t\to \infty }t^{-1}|\omega (t)|=0}, damit man einen Banach-Raum unter Supremumsnorm erhält.
- Sei {\displaystyle H\subset C_{0}([0,R])} ein Hilbertraum und die Einbettung {\displaystyle i:H\hookrightarrow C_{0}([0,R])} stetig, dann gilt {\displaystyle \mu _{W}(H)=0}. Dies wurde 1973 von Smolyanow und Uglanow sowie unabhängig im selben Jahr von Guerquin gezeigt.[12][13] Es existiert aber ein Hilbertraum {\displaystyle H\subset C_{0}([0,R])} mit schwächerer Topologie und {\displaystyle \mu _{W}(H)=1}, was 1993 von Uglanow gezeigt wurde.[14]

### Über die Wiener-Sphäre
- H. P. McKean: Geometry of Differential Space. In: Institute of Mathematical Statistics (Hrsg.): The Annals of Probability. Band 1, Nr. 2, 1973, S. 197–206, doi:10.1214/aop/1176996973 (projecteuclid.org).
- Nigel Cutland und Siu-Ah Ng: The Wiener Sphere and Wiener Measure. In: Annals of Probability. Band 21, Nr. 1, Januar 1993, S. 1 - 13, doi:10.1214/aop/1176989390.
- Nigel J. Cutland: Brownian motion on the Wiener sphere and the infinite–dimensional Ornstein–Uhlenbeck process. In: Stochastic Processes and their Applications. Band 79, Nr. 1, 1999, S. 95–107, doi:10.1016/S0304-4149(98)00072-6 (sciencedirect.com).
- Nigel J. Cutland: 3. Stochastic Calculus of Variations. In: Loeb Measures in Practice: Recent Advances. In: Springer (Hrsg.): Lecture Notes in Mathematics. Band 1751. Berlin, Heidelberg 2000, doi:10.1007/978-3-540-44531-9_3.

#### Allgemein historisches zu Wieners Konstruktion
- Arthur Genthon: The concept of velocity in the history of Brownian motion: From physics to mathematics and back. arxiv:2006.05399 (Geschichte zur Wieners Konstruktion).